# Ardua prima via est
 Ardua prima via est  лат. (изговор: ардуа прима вија ест). Тежак је први пут. (Овидије)

## Поријекло изреке
Изрекао велики римски пјесник Овидије у смјени старе и нове ере.

## Изрека у српском језику
У српском језику се каже: „Сваки почетак је тежак“

## Тумачење
Најтеже је почети. Касније иде лакше.